# Liste des préfets des Côtes-d'Armor
Liste des préfets du département des Côtes-d'Armor depuis sa création (le département s'appelait de 1790 à 1990 Côtes-du-Nord). Le siège de la préfecture est Saint-Brieuc.

## Consulat et Premier Empire (An VIII - 1815)
| Période                           | Période | Identité                                                                | Fonction précédente | Observation |
| --------------------------------- | ------- | ----------------------------------------------------------------------- | ------------------- | ----------- |
| 23 ventôse an VIII (14 mars 1800) |         | Jean Pierre Boullé, ancien député du Morbihan au Conseil des Cinq-Cents |                     |             |
| 10 juin 1814                      |         | comte Michel-Augustin de Goyon                                          |                     |             |
| 6 avril 1815                      |         | Pierre Jean Louis de Vismes                                             |                     |             |
| 14 juillet 1815                   |         | comte Pépin de Bellisle                                                 |                     |             |

## Seconde Restauration (1815-1830)
| Période         | Période | Identité                                       | Fonction précédente | Observation |
| --------------- | ------- | ---------------------------------------------- | ------------------- | ----------- |
| 3 mai 1816      |         | comte Athanase-Marie Conen de Saint-Luc        |                     |             |
| 9 janvier 1819  |         | comte Louis-Marie Rousseau de Saint-Aignan     |                     |             |
| 19 juillet 1820 |         | comte de Murat                                 |                     |             |
| 9 janvier 1822  |         | François Duval de Chassenon, vicomte de Curzay |                     |             |
| 26 juin 1822    |         | Paul Frotier, comte de Bagneux                 |                     |             |
| 3 novembre 1826 |         | Charles de Fadate de Saint-Georges             |                     |             |

## Monarchie de Juillet (1830-1848)
| Période      | Période | Identité                | Fonction précédente | Observation |
| ------------ | ------- | ----------------------- | ------------------- | ----------- |
| 27 août 1830 |         | Jean-Baptiste Thieullen |                     |             |

## Deuxième République (1848-1851)
| Période         | Période | Identité                                                                                  | Fonction précédente | Observation |
| --------------- | ------- | ----------------------------------------------------------------------------------------- | ------------------- | ----------- |
| 3 mars 1848     |         | H. Coüard, Commissaire du Gouvernement provisoire. (ne semble pas avoir été installé)     |                     |             |
| 6 mars 1848     |         | Louis-Adolphe Robin de Morhéry, dit Robin Morhéry, commissaire du Gouvernement provisoire |                     |             |
| 7 mars 1848     |         | H. Coüard, Commissaire du Gouvernement provisoire                                         |                     |             |
| 31 octobre 1848 |         | Mars-Larivière                                                                            |                     |             |

## Second Empire (1851-1870)
| Période         | Période | Identité                         | Fonction précédente | Observation |
| --------------- | ------- | -------------------------------- | ------------------- | ----------- |
| 9 mai 1852      |         | comte J. Rivaud de la Raffinière |                     |             |
| 16 octobre 1865 |         | M. Demanche                      |                     |             |
| 12 mars 1868    |         | Eugène Magnien                   |                     |             |
| 25 octobre 1869 |         | Lorette                          |                     |             |

## Troisième République (1870-1940)
| Période           | Période | Identité                                         | Fonction précédente    | Observation |
| ----------------- | ------- | ------------------------------------------------ | ---------------------- | ----------- |
| 7 septembre 1870  |         | Viet-Dubourg                                     |                        |             |
| 6 mars 1871       |         | Ernest de Valicourt (intérim)                    |                        |             |
| 25 mars 1871      |         | Louis-Alexandre, comte Foucher de Careil         |                        |             |
| 8 mai 1872        |         | Emmanuel, comte de Flavigny                      |                        |             |
| 1er juin 1873     |         | comte Antoine de Rochefort                       |                        |             |
| 16 décembre 1874  |         | baron R. de Jouvenel                             |                        |             |
| 17 juin 1876      |         | Nicolas Pierre Auguste Jeanson                   |                        |             |
| 18 avril 1877     |         | Jules Mahias                                     |                        |             |
| 19 mai 1877       |         | Louis-Anne Tristan, comte de l'Angle-Beaumanoir  |                        |             |
| 18 décembre 1877  |         | Jules Mahias                                     |                        |             |
| 2 décembre 1879   |         | Alfred Labordère                                 |                        |             |
| 26 mars 1880      |         | Édouard Bertereau                                |                        |             |
| 27 mai 1882       |         | Georges-Prosper Cleiftie                         |                        |             |
| 21 juin 1884      |         | Maxime Cavé-Esgaris                              |                        |             |
| 25 avril 1885     |         | Émile-Georges Delatte                            |                        |             |
| 7 août 1887       |         | Charles-Hippolyte Massat                         |                        |             |
| 22 mars 1889      |         | Emmanuel Bès de Berc                             |                        |             |
| 12 février 1890   |         | Paul Granet                                      |                        |             |
| 18 mars 1895      |         | François-Charles Dumoulin                        |                        |             |
| 21 octobre 1895   |         | Charles Étienne Lutaud                           | Préfet de Corse        |             |
| 13 septembre 1897 |         | Chrysostome-Augustin Fosse                       |                        |             |
| 16 juillet 1898   |         | Édouard-Georges de Luze                          |                        |             |
| 4 décembre 1900   |         | Gabriel de Fourey                                |                        |             |
| 8 mars 1902       |         | Edmond Robert                                    |                        |             |
| 30 juillet 1906   |         | Oscar Leménicier                                 |                        |             |
| 8 mars 1911       |         | Auguste-Alexandre Rang des Adrets (non installé) |                        |             |
| 22 mars 1911      |         | Eugène Schmidt                                   |                        |             |
| 29 octobre 1912   |         | Théophile Cornu                                  |                        |             |
| 7 avril 1917      |         | Paul Bouju                                       |                        |             |
| 25 août 1917      |         | Paul Peytral                                     |                        |             |
| 24 septembre 1918 |         | Charles Audry                                    |                        |             |
| 12 juin 1920      |         | Fernand Tardif                                   |                        |             |
| 17 mai 1921       |         | Émile Grimaud                                    |                        |             |
| 12 octobre 1922   |         | Roger Langeron                                   | Préfet de la Marne     |             |
| 28 août 1924      |         | Henri Cassé-Barthe                               |                        |             |
| 5 février 1926    |         | Gaston Touzet                                    |                        |             |
| 2 mai 1930        |         | Francisque Varenne                               |                        |             |
| 25 juin 1932      |         | Lucien Cornélien Bilange                         | Préfet des Deux-Sèvres |             |
| 16 décembre 1933  |         | Léon Bosney                                      |                        |             |
| 19 février 1935   |         | Paul Seguin                                      |                        |             |
| 29 mai 1936       |         | Louis Boujard                                    |                        |             |
| 22 mai 1937       |         | Paul-Jacques Vacquier                            |                        |             |

## Régime de Vichy sous l'Occupation (1940-1944)
Liste des préfets du Régime de Vichy sous l'Occupation
| Période          | Période | Identité                   | Fonction précédente | Observation                                 |
| ---------------- | ------- | -------------------------- | ------------------- | ------------------------------------------- |
| 23 mai 1940      |         | Jacques Feschotte          |                     |                                             |
| 7 avril 1943     |         | André Lahillonne           |                     | Déporté au camp de Füssen-Plansee           |
| 9 septembre 1943 |         | Michel Henry de Villeneuve |                     | déporté en Allemagne de mai 1944 à mai 1945 |
| 26 juin 1944     |         | M. Blanchet                |                     |                                             |

## Quatrième République (1944-1958)
| Période          | Période | Identité         | Fonction précédente | Observation |
| ---------------- | ------- | ---------------- | ------------------- | ----------- |
| 18 novembre 1944 |         | Gabriel Gamblin  |                     |             |
| 21 juin 1945     |         | Henri Avril      |                     |             |
| 2 février 1949   |         | Robert Fleury    |                     |             |
| 23 juillet 1956  |         | Raymond Deugnier |                     |             |

## Cinquième République (Depuis 1958)
| Période           | Période           | Identité                      | Fonction précédente                                     | Observation |
| ----------------- | ----------------- | ----------------------------- | ------------------------------------------------------- | --- |
| 7 janvier 1959    |                   | René Bougrat                  |                                                         | |
| 16 janvier 1962   |                   | Pierre Dejean                 |                                                         | |
| 21 décembre 1967  |                   | René Jannin                   |                                                         | |
| 15 juin 1974      |                   | Jean Coursaget                |                                                         | |
| 10 septembre 1975 |                   | Georges Badault               |                                                         | |
| 1er janvier 1979  |                   | Jean-Pierre Foulquié          |                                                         | |
| 31 août 1981      |                   | Albert Lacolley               |                                                         | |
| 20 juillet 1983   |                   | Paul Chambraud                |                                                         | |
| 8 mars 1985       |                   | Jacques Roynette              |                                                         | |
| 15 mai 1986       |                   | Raymond Jaffrezou             |                                                         | |
| 25 juin 1990      | 6 février 1992    | Roger Gros                    | Préfet des Pyrénées-Orientales                          | Nommé préfet de la Corse-du-Sud |
| 13 février 1992   | 15 juillet 1994   | Guy Dupuis                    | Préfet de la Charente                                   | |
| 15 juillet 1994   | 5 juin 1997       | Alain Christnacht             | Haut-commissaire de la République en Nouvelle-Calédonie | |
| 10 juillet 1997   | 16 décembre 1998  | Franck Perriez                |                                                         | |
| 16 décembre 1998  | 8 novembre 2001   | Jacques Barthélemy            | Préfet de la Charente                                   | Nommé préfet de Maine-et-Loire |
| 8 novembre 2001   |                   | Marie-Françoise Haye-Guillaud | Préfète de la Charente                                  | |
| 9 janvier 2004    | 20 juillet 2006   | Pierre-Henry Maccioni         | Préfet de Saône-et-Loire                                | Nommé préfet de La Réunion |
| 20 juillet 2006   | 27 juin 2008      | Philippe Rey                  | Préfet de l'Aube                                        | Nommé préfet des Pyrénées-Atlantiques |
| 27 juin 2008      | 20 mai 2010       | Jean-Louis Fargeas            | Préfet de la Manche                                     | Nommé au Conseil supérieur de l'administration territoriale de l'Etat                                                                             |
| 20 mai 2010       | 9 février 2012    | Rémi Thuau                    | Préfet de la Savoie                                     | |
| 9 février 2012    | 18 septembre 2014 | Pierre Soubelet               | Préfet de la Loire                                      | Nommé préfet du Var |
| 10 octobre 2014   | 21 novembre 2016  | Pierre Lambert                | Préfet des Deux-Sèvres                                  | Nommé préfet de la Haute-Savoie |
| 21 novembre 2016  | 28 octobre 2019   | Yves Le Breton                | Préfet de Loir-et-Cher                                  | Nommé commissaire général à l'égalité des territoires puis représentant de l'Etat auprès du conseil de surveillance de la Société du Grand Paris. |
| 18 décembre 2019  | 30 mars 2022      | Thierry Mosimann (d)          | Préfet de l'Aube                                        | Nommé préfet du Calvados |
| 27 avril 2022     | 23 octobre 2024   | Stéphane Rouvé                | Préfet de l'Aube                                        | |
| 23 octobre 2024,  | En cours          | François de Keréver (d)       | conseiller outre-mer du président de la République      | |